# Kościół św. Małgorzaty w Górze Świętej Małgorzaty
Kościół świętej Małgorzaty – rzymskokatolicki kościół parafialny należący do parafii pod tym samym wezwaniem (dekanat Piątek diecezji łowickiej).
Pierwotna świątynia została wzniesiona w XII wieku. Obecny kościół to mieszanka różnych stylów architektonicznych.
Jest to budowla murowana, posiada jedna nawę, zwrócona jest swym wielobocznym prezbiterium w stronę wschodnią, wybudowana została w stylu romańskim.
Oryginalny kościół powstał w XII wieku, a następnie został gruntownie przebudowany w XV wieku.
Świątynia jest murowana i zbudowana została z cegły.
We wnętrzu kościoła znajduje się polichromia przedstawiająca legendę opowiadającą o usypaniu góry przez św. Małgorzatę.